# Незакінчена п'єса для механічного піаніно
Незакінчена п'єса для механічного піаніно (рос. Неоконченная пьеса для механического пианино) — радянська кінострічка, створена 1977 року за декількома короткими творами А. П. Чехова («Платонов», «У садибі», «Учитель словесності», «Три роки», «Моє життя»).

## Знімальна група
- Автори сценарію: Олександр Адабаш'ян, Микита Михалков
- Режисер: Микита Михалков
- Оператор: Павло Лебешев
- Художники: Олександр Адабаш'ян, Олександр Самулекін
- Звукооператор: Валентин Бобровський
- Композитор: Едуард Артем'єв
- Директор : Тетяна Жигаєва

У кінострічці використана музика:
- Гаетано Доніцетті
- Ференца Ліста
- Рахманінова Сергія Васильовича

## Акторський склад (ролі російською)
- Калягін Олександр Олександрович — Михайло Васильович Платонов
- Олена Соловей — Софія Єгорівна Войніцева
- Євгенія Глушенко — Сашенька Платонова
- Антоніна Шуранова — Анна Петрівна Войніцева
- Юрій Богатирьов — Сергій Павлович Войніцев
- Олег Табаков — Павло Петрович Щербук
- Микола Пастухов — Порфирій Семенович Глагольєв
- Павло Кадочников — Іван Іванович Трилецький
- Микита Михалков — Микола Іванович Трилецький
- Анатолій Ромашин — Герасим Кузьмич Петрін
- Наталія Назарова — Вірочка
- Ксенія Мініна — Лізочка
- Сергій Никоненко — Яків
- Сергій Гур'єв — Петечка

## Сюжет і інтерпретації
Сюжет кінострічки створено за декількома сюжетними лініями оповідань Чехова, серед яких (російською) — «Безотцовщина», «В усадьбе», «Учитель словесности», «Три года», «Моя жизнь» та інші. Творчість письменника припала на період між двома війнами Російської імперії та період після скасування царатом кріпацтва. Складні пореформені зрушення в суспільстві, паростки дикого капіталізму і криза дворянства як привілейованого стану знайшли відбиток в творах письменника, особливо гостро у творах для театру («Чайка», «Вишневий сад»). Але спроби усвідомлення важких зрушень в суспільстві зроблені письменником в коротких розповідях, визнаним майстром яких він став. Сценаристи використали сюжетні лінії декількох з них, які і лягли в основу кінострічки. Точний рік в фільмі не позначено, це злам 19-20 століть, з його нудьгою, привидами минулого життя, декадансом тощо.

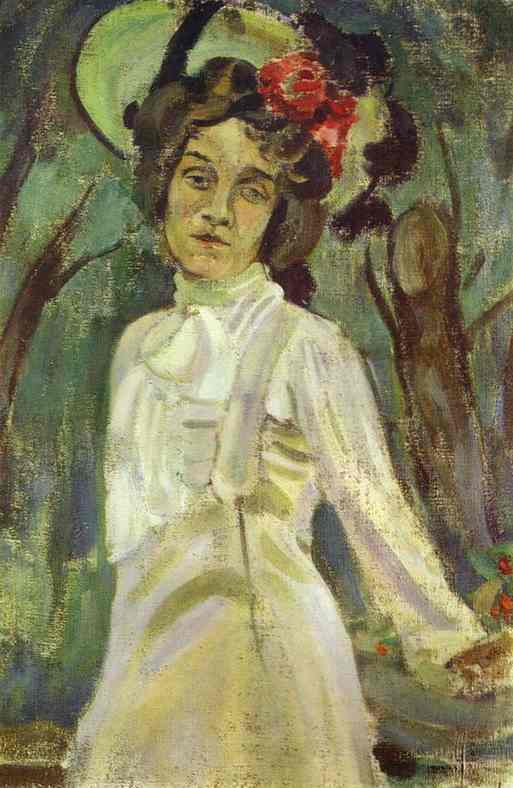
Худ. Борисов-Мусатов. «Дама» (портрет Станюкович), 1903 рік.

Глядачі зіткнулися з різними за віком, характером і життєвими настановами персонажами :
- старим Іваном Івановичем Трилецьким, що швидко засинає в будь-який час, але не хоче пропустити гостей,
- Анну Петрівна Войніцеву, що втрачає коханого і не знає, як його втримати,
- Михайлом Васильовичем Платоновим, якому за 30 і прийшло усвідомлення змарнованого життя, витраченого на дрібниці,
- старого поміщика Щербука, що пишається дворянським станом і бринить від презирства до «чумазих», нещодавніх кріпаків.

Про зневагу до «чумазих» добре знають володарі садиби. Аби пожартувати з пихатим поміщиком і придбали механічне піаніно, грати на якому почне черговий чумазий. Він покине інструмент за вказівкою володарів і виявиться, що прилад здатен сам грати. Але це зовнішня лінія сюжету. Камера покаже і старанно приховане життя персонажів — їх нудьгу, побутовий алкоголізм, приховування свого віку молодицями, поверхневе захоплення театром, незатишний побут садиби в кризовому стані, невикористаний, хоча і отриманий фах деякими персонажами, традиційне дозвілля з шарадами і феєрверком тощо.
Серед перших, хто не витримає марнування часу — Михайло Платонов, що замолоду напланував виробитися в значущу особу, а витратив роки на коханок і дрібниці. Творці фільму (як в значущій п'єсі) надали Платонову монолог. В відстороненій формі, ніби не про себе, він пригадає подію своєї молодості, видаючи це за прочитану розповідь. Тоді він був студентом і покохав молоду дівчину, волосся якої пахло річковою водою, а життя здавалося святом, в якому їм було місце. Але дівчина поїхала в Петербург і не повернулася. Так було зіпсоване найкраще кохання Платонова, а життя — не стало святом. Він з гіркотою визнає, що той студент одумався, заспокоївся і став звичною людиною. Але від усвідомлення цього йому боляче. Серед присутніх якраз є та сама дівчина, що була здатна привабливо мріяти, але непривабливо жити. Вона, тепер чужа дружина, єдина, хто розпізнає реальних персонажів монологу. Але єдине значне, що вона встигла зробити за ці роки, це вийти — заміж, не дуже кохаючи, не дуже поціновуючи свій шлюб. У кінострічці щоразу теревені персонажів переростають в щемливі сцени сповідей і туги по змарнованим рокам, по молодим можливостям, втраченим шансам, по чомусь значущому й нездійсненому. Тут фільм досить точно відтворив атмосферу чеховських творів, коли персонажі побутово п'ють чай або грають (наприклад, у лото), тоді як руйнуються їх життя чи непомітно стаються непоправні трагедії.
Під час галасливого феєрверку ввечері Платонов таки наздожене колишню кохану, аби вирвати у неї відповідь, прояснити собі і їй пекуче гостре питання: чому вона пошлюбилася з «з цим пігмеєм, з цим… зануреним в борги і лінивство»? Але ці образливі дефініції цілком можна віднести до кожного з гостей садиби, окрім хіба що малого Петрика. Сім років тому в студенті Платонові вбачали чергового міністра, а його кохана мріяла стати новою Єрмоловою (театральною зіркою того часу)… Пройшло сім років з їх останньої зустрічі. А вони навіть не впізнали один одного, коли зустрілися, настільки змінило їх життя. І не на всі запитання вони находять доречні відповіді — і сім років тому, і зараз. Платонов покинув університет, не закінчивши курсу, і не міністр нині — а провінційний шкільний вчитель, а вона — ніяка не Єрмолова.
Він вибухне глумом проти умовностей, а потім і гнівом проти і власної дружини, і проти дріб'язкого побуту, який затулив для нього навіть справжнє кохання дружини (Олександри Платонової).

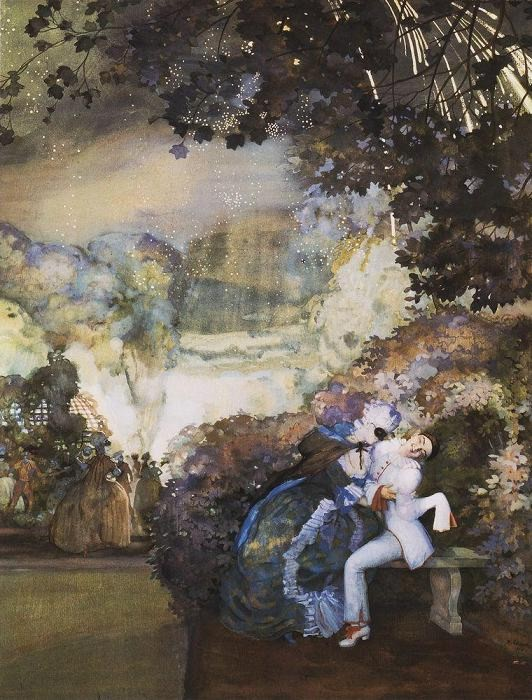
Худ. Сомов. (Феєрверк), Одеський художній музей
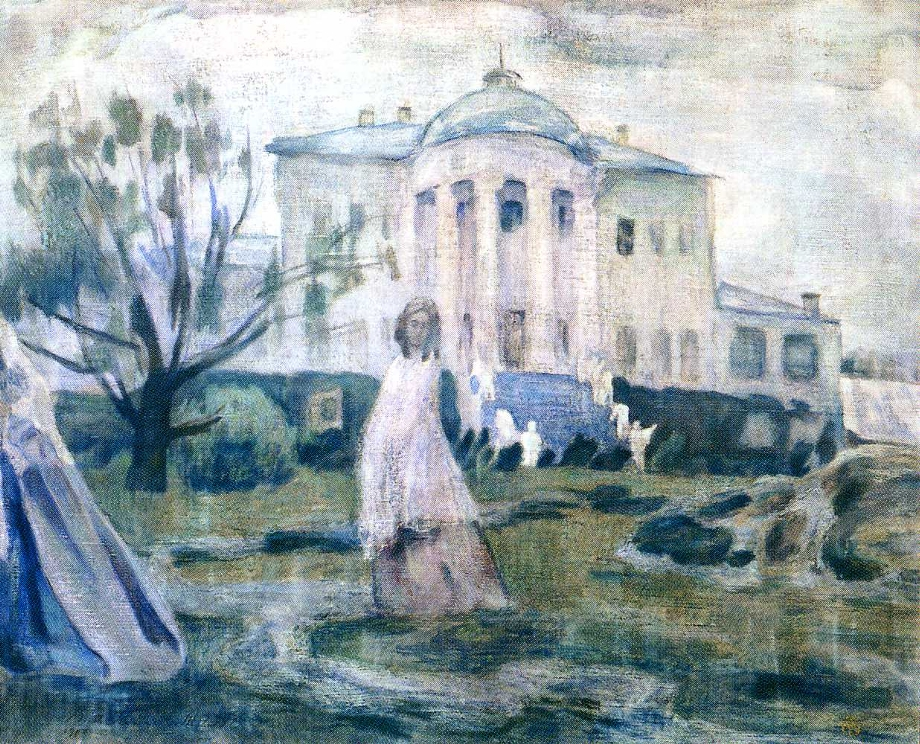
Худ. Борисов-Мусатов. «Фантоми старого життя», 1903 р.
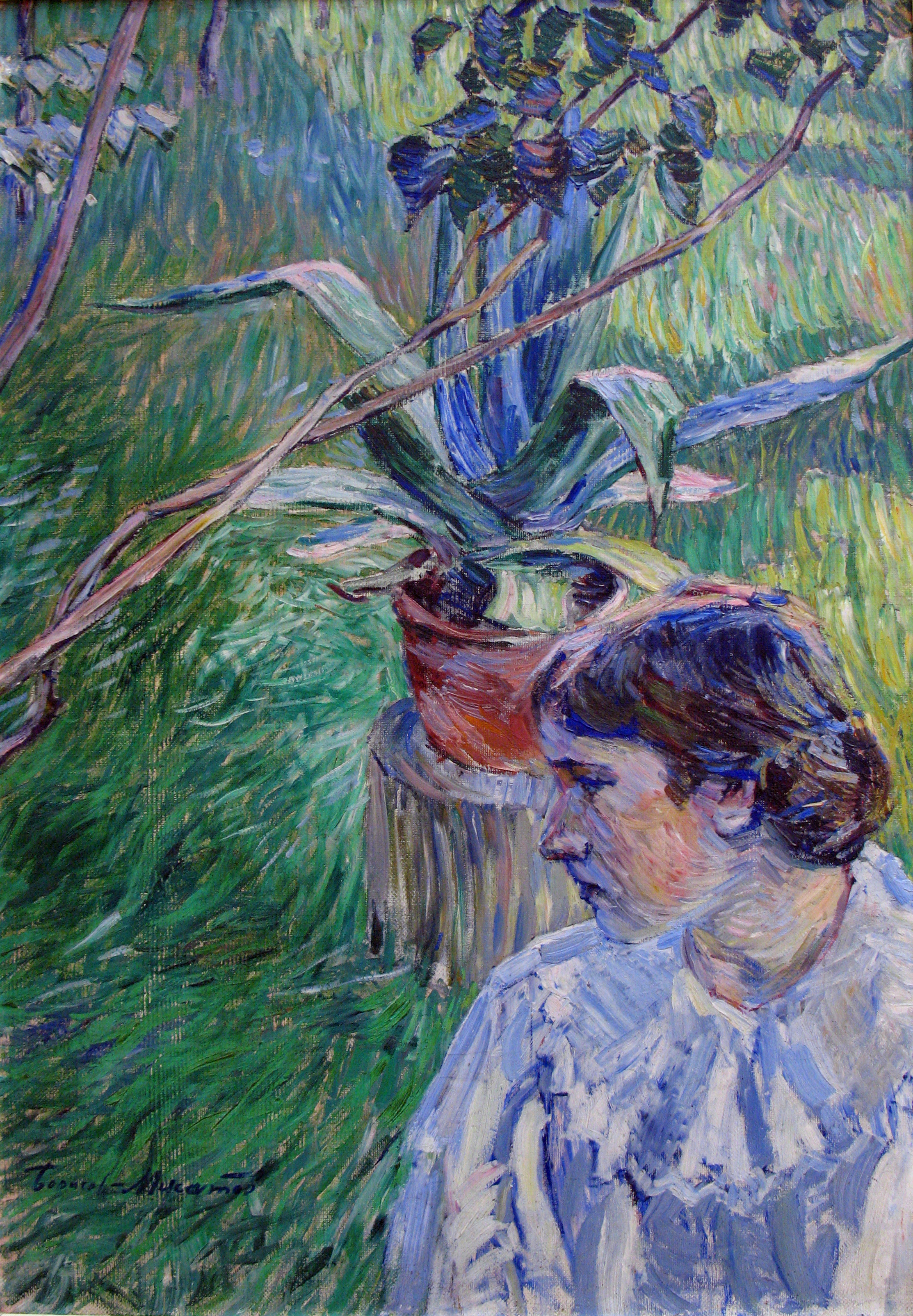
Худ. Борисов-Мусатов. «Пані біля агави», 1897 р.

Фільм мав успіх і власних прихильників. Вони та активісти Товариства вивчення російської садиби дослідили навіть ті дві садиби в Московській області, де проводили натурні зйомки кінострічки. Обидві садиби напівзруйновані, покинуті і в аварійному стані. І зараз подібний фільм уже неможливо було б створити в тих натурних декораціях. Занепад дворянської культури дійшов свого логічного завершення в роки СРСР.